# We Play
We Play es el tercer EP del grupo femenino de Corea del Sur Weeekly. Fue lanzado el 17 de marzo de 2021 por Play M Entertainment y distribuido por Kakao M. El álbum contiene cinco pistas, incluyendo su sencillo principal titulado «After School».

## Antecedentes y lanzamiento
El 24 de febrero de 2021, Play M Entertainment lanzó una foto como adelanto anunciando que Weeekly tendría un nuevo lanzamiento musical con su tercer EP bajo el título de We Play.
El 3 y 4 de marzo de 2021, se lanzaron una serie de fotos conceptuales de las integrantes de Weeekly para We Play. El 8 de marzo fue publicada una película conceptual para el nuevo álbum, el cual reveló que el título del nuevo sencillo sería «After School». Dos días después, el 10 de marzo, se lanzó la lista de canciones definitiva de We Play, donde se reveló que Jiyoon, miembro del grupo, participó en la escritura y composición de la pista «Lucky».
El 12 de marzo de 2021 se publicó un breve adelanto en forma de popurrí de las cinco canciones que formarían parte de We Play, mientras que el 15 de marzo se lanzó el teaser del vídeo musical de «After School». El 17 de marzo se publicó definitivamente We Play junto al vídeo musical de «After School».

## Lista de canciones
| CD / Descarga digital |                         |                                                        | |                                            |          |  |
| N.º                   | Título                  | Letras                                                 | Música | Arreglos                                   | Duración |  |
| 1.                    | «Yummy!»                | Lee Seu-ran                                            | Sam Klempner, Frankie Day (THE HUB), Chanti (THE HUB), Ayu (THE HUB), Charlotte Wilson (THE HUB), Brian U (THE HUB) | Sam Klempner                               | 3:03     |  |
| 2.                    | «Lucky»                 | Jiyoon                                                 | Jiyoon, BlueRhythm                                                                                                  | BlueRhythm                                 | 3:18     |  |
| 3.                    | «After School»          | Seo Ji-eum, Seo Jeong-ah                               | Daniel Durn, David Quinones, Denzil Remedios, Katrine Neya Klith Joergensen, Jazelle Paris, Ryan S. Jhun            | Denzil Remedios, Ryan S. Jhun              | 3:25     |  |
| 4.                    | «Uni»                   | LUKA (ARTMATIC), Socio Kate, Park Ji-hyeong, DK Arnold | NOMASGOOD, Lee Hyeon-sang (ARTMATIC), XLMT                                                                          | Lee Hyeon-sang (ARTMATIC), NOMASGOOD, XLMT | 3:18     |  |
| 5.                    | «Butterfly (나비 동화)» | Kim Eana                                               | JeA, AFTERSHOK | AFTERSHOK                                  | 3:17     |  |
| 16:21                 |                         |                                                        | |                                            |          |  |

## Posicionamiento en listas
| Lista (2021)                     | Mejor posición |
| -------------------------------- | -------------- |
| Corea del Sur (Gaon Album Chart) | 10             |

| Lista (2021)                     | Mejor posición |
| -------------------------------- | -------------- |
| Corea del Sur (Gaon Album Chart) | 21             |

## Historial de lanzamiento
| País          | Fecha               | Formato                         | Sello                         |
| ------------- | ------------------- | ------------------------------- | ----------------------------- |
| Corea del Sur | 17 de marzo de 2021 | CD, descarga digital, streaming | Play M Entertainment, Kakao M |